# 無量寺 (東京都北区)
無量寺（むりょうじ）は、東京都北区西ケ原一丁目にある真言宗豊山派の寺院。

## 歴史
同寺の創建年代は不詳なものの、平安時代後期から同地に寺院があったことが分かっている。境内には、14世紀頃に作られた板碑が多数あることが確認されている。
江戸時代の慶安元年（1648年）に、江戸幕府から8石5斗余の朱印地を授かったと言われている。さらに元禄14年（1701年）には、5代将軍徳川綱吉の母・桂昌院が参詣した。なお、創建当時から長い間、寺号は長福寺であったが、9代将軍徳川家重の幼名・長福丸と同じであるため、これを避けて現在の無量寺にしたと言われている。
本堂には本尊の不動明王像を安置する。ある夜当寺に盗賊が忍び込んだが、この不動明王の前で動けなくなり捕まったことから、同像は「足止め不動」として信仰されるようになった。本尊の隣には平安時代後期に作られたといわれる阿弥陀如来坐像があり、江戸六阿弥陀の一つとして古来より親しまれている。また、大師堂には「雷除けの本尊」とされる聖観音像（伝・恵心作）が安置されている。

## 主な施設
- 本堂
- 山門
- 地蔵堂
- 大師堂
- 鐘楼
- 三宝会館（葬儀が可能）

## アクセス
- JR京浜東北線・上中里駅または東京メトロ南北線・西ケ原駅各徒歩7分
- 檀信徒と御朱印希望者以外の立ち入り禁止。
- 駐車場：あり

## 近隣施設
- 旧古河庭園